# Teatralia
„Teatralia” – ogólnopolski Internetowy Magazyn Teatralny działający od 1 października 2008 pod adresem 
http://www.teatralia.com.pl. Został założony z inicjatywy Magdy Raczek, obecnie redaktor naczelnej magazynu. Wyłonił się z grupy recenzentów, działającego przy „Dzienniku Teatralnym” Forum Młodych Krytyków. Funkcjonuje jako medium internetowe w formie dziennika. Zarejestrowany jako czasopismo pod numerem ISSN 1689-6696.

## Tematyka
Teatralia z definicji to zbiór różności dotyczących teatru: recenzje, felietony, eseje, wywiady, portrety, notki oraz różnorakie przedmioty typu: plakat, kostium, rekwizyt oraz wszelkiego rodzaju wydawnictwa (program, ulotka, książka). Taki też szeroki wachlarz zainteresowań reprezentuje redakcja.
Internetowe wydania magazynu ukazują się od poniedziałku do soboty. Zawierają głównie teksty krytycznoteatralne, przede wszystkim recenzje z najświeższych wydarzeń teatralnych, tj. premiery czy festiwale, jak również fotorelacje oraz inne artykuły okolicznościowe nawiązujące na różne sposoby do historii teatru oraz wszelkiej maści twórców teatralnych (autorów, aktorów, scenografów, muzyków, choreografów, itd.). 
Magazyn, poza swoją standardową działalnością dziennikarską, para się również tworzeniem gazet festiwalowych, tj.: „Fora Nova” podczas IV Festiwalu Polskich Sztuk Współczesnych R@Port w Gdyni w 2009 r. (rok wcześniej zespół redagował gazetę jeszcze pod szyldem FMK), „Nie dotykać” w trakcie III Międzynarodowego Przeglądu Przedstawień Istotnych „Przez Dotyk” w Częstochowie w 2009 r., „Gazeta Festiwalowa” na XXXVII Tyskich Spotkaniach Teatralnych w 2010 r. oraz „Na Stronie” podczas XVI Międzynarodowego Festiwalu Teatrów A PART w Katowicach.

## Struktura
Centrala,
Ośrodki lokalne: Białystok, Częstochowa, Kraków, Lublin, Łódź, Olsztyn, Poznań, Radom, Szczecin, Śląsk, Trójmiasto, Warszawa, Wrocław, Zielona Góra.
„Teatralia”, poza podstawową działalnością krytycznoliteracką, składają się z kilku działów:
- Happenig, kierowany przez Katarzynę Mazur, zajmuje się organizacją happeningów[1]
- Dział Wydawnictw, prowadzony przez Kamilę Bubrowiecką i Beatę Kalinowską, powstał z myślą o propagowaniu myśli teatralnej w wydawnictwach, o szeroko pojętej literaturze teatralnej - o teatrze w książce i książce o teatrze.
- Przysposobienie Krytyczne - dział będzie się zajmował kształceniem młodych adeptów krytyki teatralnej.

## Idee
Wortal stawia sobie za cel zajmowanie się teatrem w szerokim, nie tylko krytycznym aspekcie. Opisując swój profil zaznacza, że chce traktować spektakl jako złożone dzieło, składające się nie tylko z samej inscenizacji, ale ze wszystkiego, co mu towarzyszy oraz co wokół niego narosło. Twórcy wortalu zaznaczają, że interesuje ich opisywanie pogranicza sztuk oraz propagowanie współczesnej myśli i twórczości teatralnej. Odżegnują się natomiast od zamieszczania na swojej stronie internetowej przedruków, dlatego jest ona w pełni autorska.
Wśród patronów swojego przedsięwzięcia widzą Tadeusza Boya-Żeleńskiego czy Konstantego Puzynę. Za swe idee uznają: nieustanny rozwój, poszerzenie światopoglądu, edukację, dążenie do profesjonalizmu, podejmowanie nowych inicjatyw, pracę w zespole, rozpowszechnianie wrażliwej krytyki, propagowanie myśli teatralnej oraz normatywnej polszczyzny.